# Коваленко Боженна
Боже́нна Поліка́рпівна Ковале́нко (Радзієвська) (англ. Bozhenna Kovalenko, справжнє ім'я – Радзієвська Ніна Полікарпівна, *22 січня 1924, Київ — 6 лютого 2016, Мельбурн, Австралія) — українська письменниця, журналістка, поетеса, педагог, громадська діячка з Австралії.
Член Об'єднання українських письменників «Слово». Псевдонім — Олена Рябченко.

## Біографія
Народилася 22 січня 1924 року в Києві у сім'ї службовця Полікарпа Григоровича Радзієвського та гувернантки Елени Микитівни Бородавко. Предки по батьківській лінії походять з козаків села Чорногородка на Київщині, по материнській лінії далеким пращуром був гетьман Війська Запорозького Яків Бородавка-Нерода. Спочатку проживала у Києві на вулиці Жилянській, потім Саксаганського та Пирогова.
Протягом навчання була змушена часто змінювати школи, оскільки батько наполягав на навчанні в українській школі, а в той час київські школи масово переходили на російську мову викладання.
Студіювала фізику та математику у Київському університеті, але Друга світова війна перервала її студії. 
У 1942 році, переглядаючи фільм “Перша любов” в кінотеатрі на Саксаганського, Божена познайомилася з Олександром Коваленком, студентом Київського ветеринарного інституту. В 1943 році пара вирішила переїхати з Києва на Волинь, у містечко Олика, місце народження чоловіка. Однак тривало лишатися в Олиці ставало небезпечно. Німецькі війська посилили репресії проти місцевого населення, скасували українську поліцію, замінивши її власною, яка грабувала українські села. 
Зрештою Божена Коваленко та її чоловік приєдналися до підпілля Української Повстанської Армії (УПА). У підпіллі, вона використовувала псевдоніми “Марина” та пізніше – “Чайка”.
У 1944 році лінія фронту швидко просувалася на захід, російська армія окупувала Київ, пошта не працювала, і сім’я Коваленків не мала жодних новин щодо долі своїх рідних. Чоловік повернувся з підпілля, хворий на запалення нирок, тоді як Божена Коваленко чекала на народження дитини. Зустрівшись із невизначеністю майбутнього в розгорнутій воєнній ситуації, вони прийняли рішення залишити Україну, як це робили ті, хто не бажав залишатися під окупацією російської комуністичної влади.
Вир війни відніс молоду Боженну через Польщу (1944 р.) у Німеччину (Ерлянген), звідки вона у 1950 р. виїздить до Австралії (Мельбурн) і тут отримує вищу журналістську освіту у 1957 р.
Б. Коваленко учителює у «Рідній школі» (учителька української мови в Нобл Парку), виконує обов'язки секретаря Української Центральної Шкільної Ради Австралії (1974 р.), член управи Союз Українських Організацій в Австралії СУОА (від 1986 р.) та є членом редакційної колегії «Інформаційно-методичного листка». У 1973 р. очолила відділ Союзу Українок Австралії у Мельбурні. Член об'єднання українських письменників «Слово». Працювала в українському радіомовленні (1975-78 рр.).
Божена Коваленко була знавчинею писанкарського мистецтва й традиційної української вишивки, виставляла свої праці на різноманітних виставках і фестивалях.

## Творчість
Писати вірші і друкуватися в українських часописах та альманахах («Слово», «Нові дні», «Новий обрій» і т. д.) почала у 1965 році. Автор оповідань, репортажів, поезій. Тематика віршів різноманітна, але переважає лірика. Вийшла її збірка «Гомін Дніпра» (1983 р.). Деякі поезії українські композитори Австралії поклали на ноти.
Окремі видання:
- Коваленко Б. Вірші // Слово. Збірник 9. — Едмонтон: ОУП «Слово», 1981. — С. 21-23.
- Коваленко Б. Гомін Дніпра: Вибрані поезії [Архівовано 30 Жовтня 2020 у Wayback Machine.]. — Мельбурн: Просвіта, 1983. — 96 с. ISBN 978-0959436723
- Коваленко Б. Вірші // З-під евкаліптів. Поезії. — Мельбурн: Просвіта, 1976. [Архівовано 22 Серпня 2018 у Wayback Machine.] — С. 54-64.
- Коваленко Б. Вірші // Рідні голоси з далекого континенту: Твори сучасних українських письменників Австралії / Упоряд. та передм. А. Г. Михайленка. — К.: Веселка, 1993. — С. 208—215.
- Коваленко Б. Микола Гоголь і його доба // Новий обрій. Альманах. — Мельбурн, 1999. — Ч. 11. — С. 279—285.
- Коваленко Б. На межі двох світів. — К.: Ярославів Вал, 2010. — 208 с.
- Рябченко Олена. Вірші // З-під евкаліптів. Поезії. — Мельбурн: Просвіта, 1976 [Архівовано 22 Серпня 2018 у Wayback Machine.]. — С. 108—118.